# Plaza de Toros de Ronda

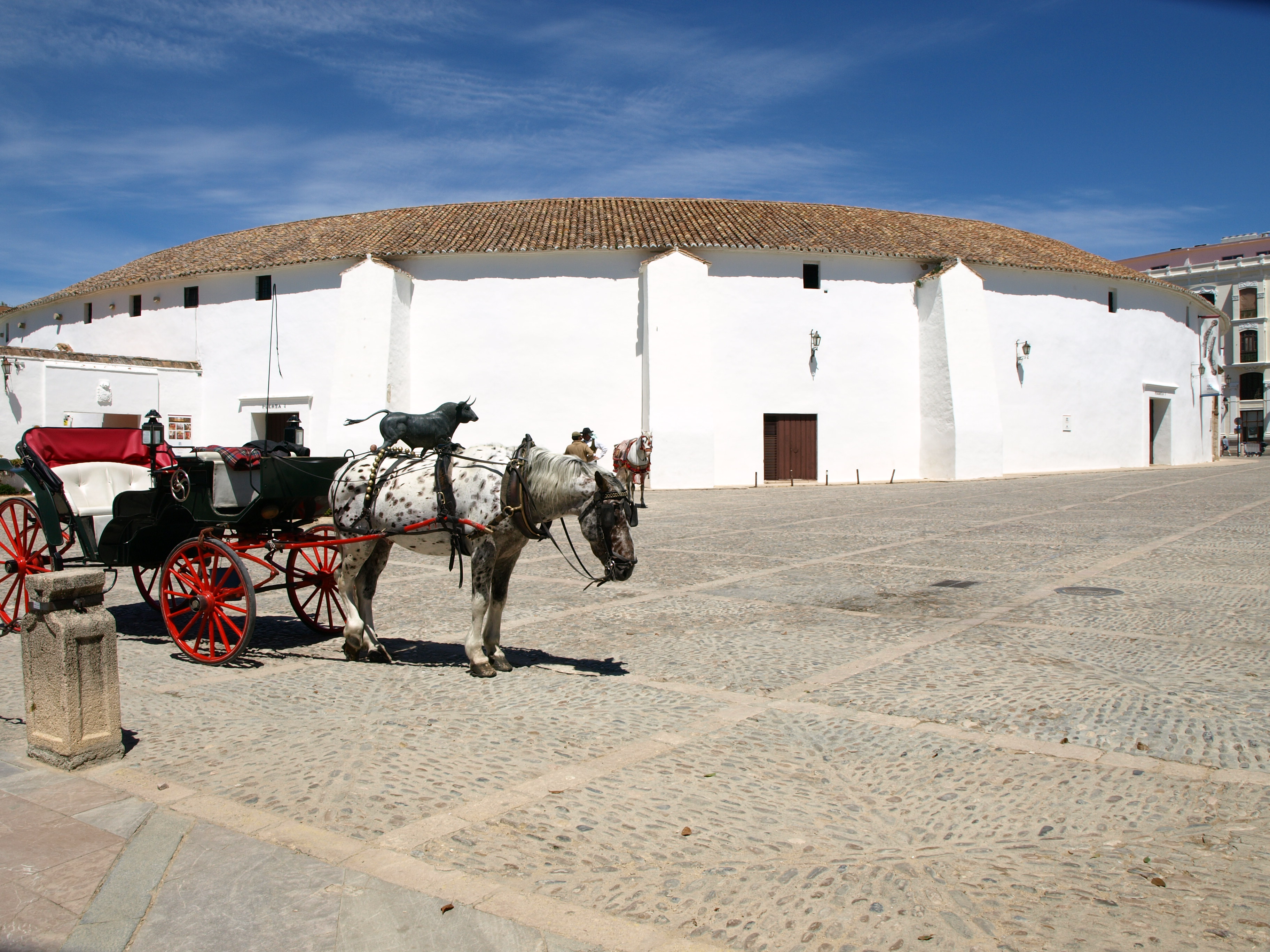
Plaza de Toros de Ronda, Außenansicht

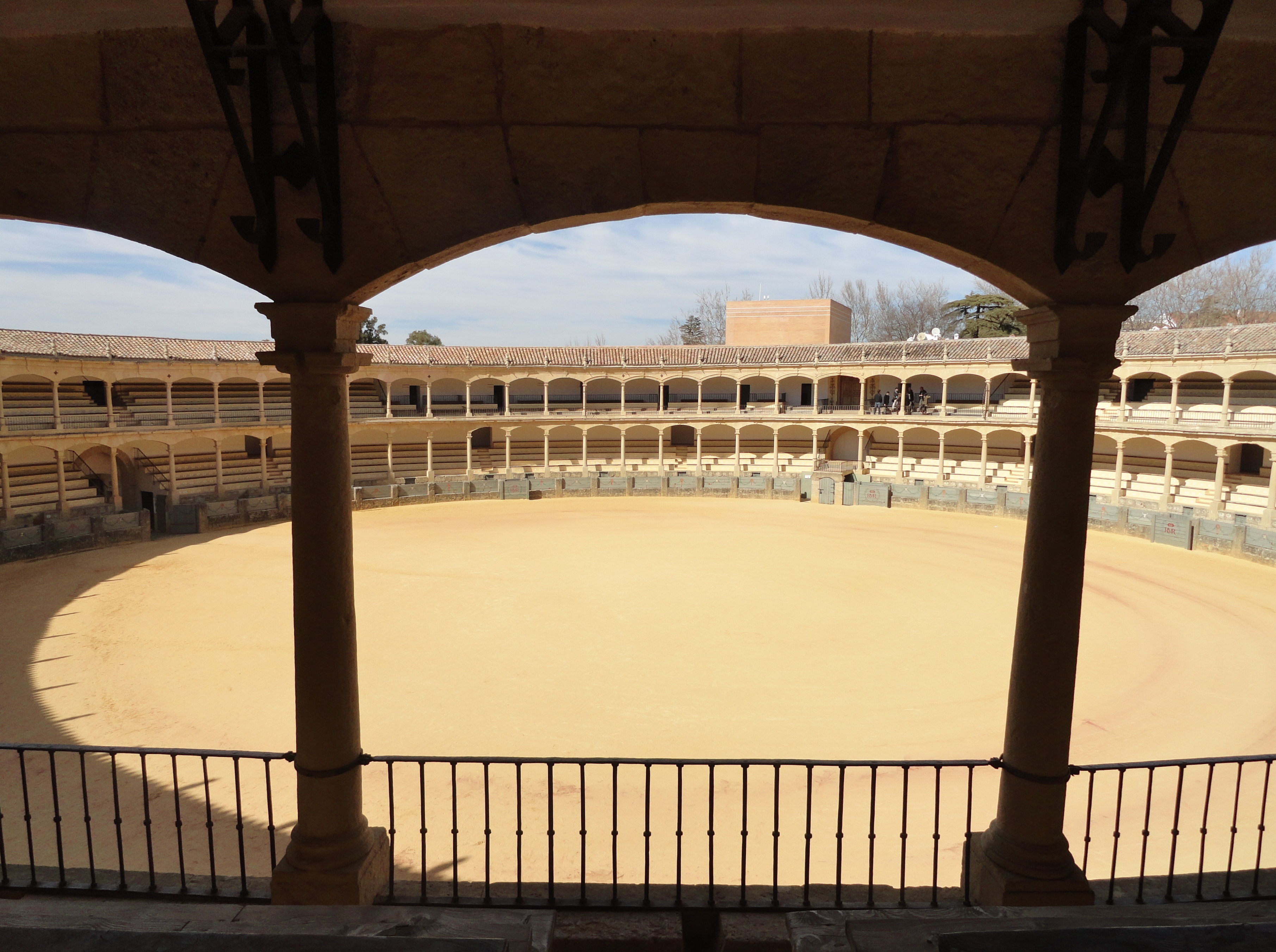
Plaza de Toros de Ronda

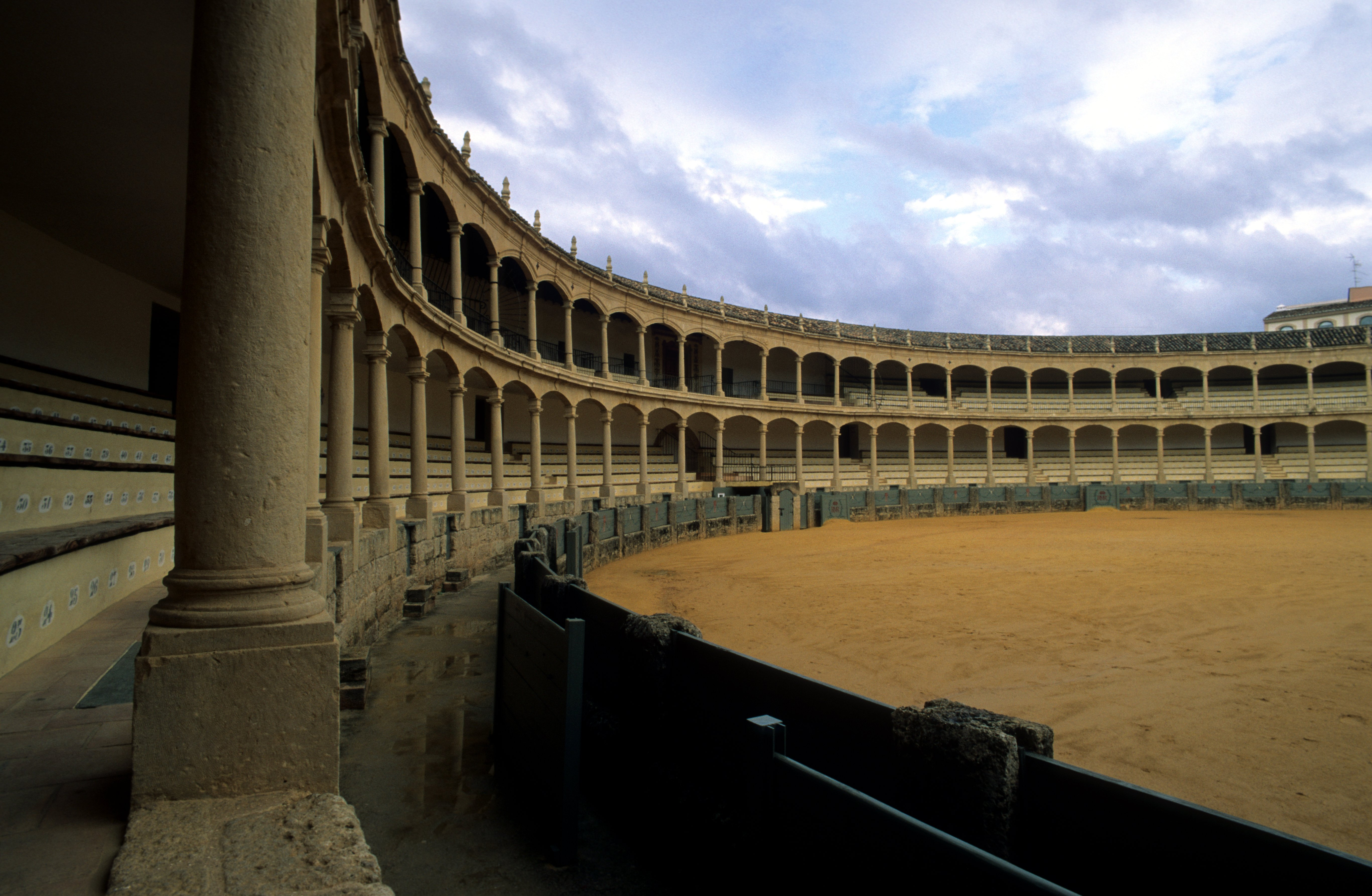
Plaza de Toros de Ronda

Die Plaza de Toros de Ronda ist eine Stierkampfarena in Ronda; sie gilt als eine der ältesten und eine der schönsten ihrer Art. 
Die kreisrunde und in vieler Hinsicht wohldurchdachte Anlage gilt als Vorbild für die meisten Stierkampfarenen der Welt. Außer an Stierkampftagen ist sie täglich für Besucher geöffnet.

## Geschichte
Die Plaza de Toros de Ronda wurde in den Jahren von 1783 bis 1789 vom Architekten José Martín de Aldehuela erbaut. Bereits im Jahr 1572 war an derselben Stelle ein Platz für Reitübungen eingerichtet worden. Zu dieser Zeit waren sogenannte ritterliche Spiele in Gebrauch und die Spiele galten als Qualifikation für den Stierkampf. Begründet wurde dieser Übungsplatz von Philipp II., der als Gründer der Real Maestranza de Caballería de Ronda gilt. Offiziell eingeweiht wurde die Arena von Ronda im Jahr 1785 mit einer Corrida, bei der Pedro Romero und Pepe Hillo auftraten.

## Architektur
Die teilweise durch Strebepfeiler stabilisierte und gegliederte Außenansicht ist ansonsten schmuck- und fensterlos. Die aus Sandstein gebaute Arena hat einen Durchmesser von 66 m und eine Kapazität von etwa 6000 Zuschauern.
Innen sind zwei rundum geführte balkonartige Arkadengalerien geschossartig angeordnet; sie nehmen architektonisch Bezug auf die von Balkonen gesäumten Häuserfronten älterer Stierkampfplätze (z. B. Plaza del Coso in Peñafiel). Gleichzeitig verleihen 136 toskanische Säulen dem Ganzen eine hoheitlich-palastartige Atmosphäre. Jede Etage hat fünf jeweils um eine Stufe erhöhte Sitzreihen. Unterhalb der Sitzreihen, für Zuschauer nicht einsehbar, befinden sich die Gitterboxen für die wartenden Stiere und Pferde. Ihre Bedienung erfolgt von oben.

## Museo Taurino
In einem anderen Teil der Arena ist das Stierkampfmuseum (Museo Taurino) untergebracht. Es bietet einen Überblick über die Geschichte des Stierkampfs. Ausgestellt sind Kostüme berühmter Stierkämpfer, Zeichnungen, Gemälde sowie zahlreiche Originalplakate. In einem Saal sind zahlreiche historische Feuerwaffen ausgestellt. Neben dem Museum liegen Reithalle und Ställe der Real Maestranza de Caballería de Ronda, die sich dem klassischen Dressurreiten widmet.

## Sonstiges
In Ronda legte Pedro Romero (1754–1839) die heute geltenden Stierkampfregeln fest.